# Глід шарлаховий
Глід яскраво-червоний, глід шарлаховий (Crataegus coccinea) — види глоду, навколо яких існує значна плутанина, оскільки назва давно неправильно застосовується. Згідно з правилами ботанічної номенклатури слід використовувати не Crataegus pedicellata, а старішу назву (Crataegus coccinea).

## Опис
Листопадні дерева висотою 2—5 м або кущі. Мають колючки, які є видозміненими укороченими паростками та розвиваються з пазушних бруньок.

## Історія
У 1901 році Чарлз Спрег Сарджент для Crataegus coccinea серед зразків Ліннея вибрав не зовсім відповідний лектотип.

Протягом майже 100 років, особливо з 1910 року, цей вид зазвичай називали Crataegus pedicellata Sarg.